# プレア・ラム1世
プレア・ラム1世（プレア・ラム1せい、クメール語:បរមរាមាទី១、1544年 - 1596年)は、カンボジアの国王（在位：1594年‐1596年）。

## 略歴
プレア・ラム1世は、シャム・カンボジア戦争でアユタヤ王国のナレースワン王から攻められていた時、当時のカンボジア国王のサター1世をラーンサーン王国に逃亡させて自身は王位に就いた。1595年にプノンペンで挙兵したプレア・ラム1世はナレースワン王が撤退したアユタヤ占領軍が駐留するウドンに攻撃しアユタヤ占領軍を撤退させカンボジア全土の実権を握り首都をロンヴェークからスレイ・サントーに移転させた。
1596年4月12日のプノンペンでスペイン人とポルトガル人が中国人数百人を殺害し財宝を略奪する事件が発生、プレア・ラム1世が財宝の返還を要請したが無視され同年5月にポルトガル人のディオゴ・ヴェローゾとスペイン人のブラズ・ルイスが王宮を襲撃しプレア・ラム1世は銃殺された。